# ACCO (Büroartikelhersteller)
ACCO ist ein US-amerikanischer Büroartikelhersteller, zu dem bekannte Konzerntöchter wie Leitz, Esselte, Kensington, Swingline, GBC oder Rexel gehören.
Die Konzernmutter nennt sich ACCO Brands, die nationalen Töchter teilweise nur kurz ACCO. ACCO erwirtschaftet mit Büro-Markenartikeln einen jährlichen Umsatz von rund 1,7 Mrd. US-Dollar. ACCO wird unter dem Tickersymbol ABD an der Börse NYSE in New York gehandelt.

## Geschichte
Im Jahre 1903 hat Fred J. Kline die Clipper Manufacturing Company in Long Island (New York) gegründet, die Büroklammern herstellte. 1910 wurde die Firma in American Clip Company geändert und verwendete den Kurznamen ACCO, der 1922 der offizielle Unternehmensname (Firma) wurde. Nach vielen Unternehmensübernahmen ging ACCO 1983 an die Börse und wurde 1987 von dem Unternehmen American Brands (später Fortune Brands) übernommen. Am 17. August 2005 wurde der Bereich für Büroprodukte ACCO World von Fortune Brands abgespalten und durch die Zusammenführung mit der General Binding Corporation (GBC) entstand das Unternehmen ACCO Brands.
Im Jahr 2017 erwarb der ACCO-Konzern von der Private-Equity-Gesellschaft J.W. Childs die Esselte-Gruppe, zu welcher unter anderem auch die Firma Leitz in Stuttgart gehört. Im Rahmen dessen wurde der Firmenname von „Esselte Leitz GmbH & Co KG“ zu „LEITZ ACCO Brands GmbH & Co KG“ abgeändert. Zum Zeitpunkt des Verkaufes hatte die Firma Leitz 455 Mitarbeiter bei einem Umsatz von 205,8 Mio. Euro.